# Umatilla (Oregon)
Umatilla – miasto w Stanach Zjednoczonych, w stanie Oregon, w hrabstwie Umatilla.